# عزلة خدير السلمى (تعز)

تعديل مصدري - تعديل

عزلة خدير السلمي هي إحدى عزل مديرية خدير في محافظة تعز اليمنية، ويبلغ تعداد سكانها 64463 نسمة حسب التعداد السكاني في اليمن لعام 2004.
وتعد عزلة تضم بعض القرى بمدريتها ومنها قرية الصرام والجرينة والحسي والعادي والمحلة والشعب وقرى المحول الأعلى والأسفل وغيرها من القرى وتمتد غبا إلى قرية الخلل التي تعد اخر قرية بتجاه مديرية المسراخ وكذلك قرية الحُذية المحاذية لمديرية سامع وغيرها من القرى وتشتهر خدير السلمى باهلها السِلمين ذو طيبة القلوب وتشتر أيضا ًّ بزراعة شجرة القات وهناك رجال العلم وتشتهر بالتعليم والتعلم وبمدرستها النوذجية الإحسان بوادي الحسين.